# Haesindang Park
Der Haesindang Park (해신당 공원), auch Penis Park genannt, ist ein Park in der Stadt Sinnam in der Provinz Gangwon-do nahe der Ostküste Südkoreas. Der Park ist für seine zahlreichen Penisstatuen bekannt, die von verschiedenen südkoreanischen Künstlern geschaffen wurden.
Das im Park befindliche Folklore-Museum Village Folk Museum besitzt verschiedenste Objekte der sexuellen Ikonografie verschiedenster Kulturen, aber auch Werkzeuge schamanischer Rituale und der Geschichte der koreanischen Fischergesellschaft.

## Legende von Haesindang
Die im Park befindlichen Statuen erinnern an die tragische „Legende von Auebawi und Haesindang“. Laut dieser Legende ließ ein Mann seine Frau auf einem Felsen im Meer zurück, während dieser arbeitete. Aufgrund eines Sturmes konnte er seine Frau nicht retten und sie ertrank. Dies führte dazu, dass die Bewohner des anliegenden Dorfes keine Fische mehr fingen. Manche Menschen sagen, dass dies wegen der ertrunkenen Frau geschah. Eines Tages erleichterte sich ein Fischer auf dem Meer und fing daraufhin Fische. Der Legende zufolge erfreute sich der Geist der ertrunkenen Jungfrau an dem Anblick des männlichen Gliedes. Um die Seele der Frau zu beruhigen, fertigten die Dorfbewohner hölzerne Schnitzereien von Penissen an und hielten religiöse Zeremonien ab. Nach und nach kehrten die Fische an den Ort zurück und die Bewohner des Dorfes konnten wieder ein komfortables Leben führen. Der Fels, an dem die Frau starb, wurde Auebawi-Fels genannt; das Bauwerk, an dem zweimal im Jahr die religiösen Zeremonien abgehalten werden, heißt Haesindang.

## Exponate
An der Küstenseite des Parks befindet sich ein kleiner Schrein, der zu Ehren des Geistes der Frau errichtet wurde. Eine Bronzestatue erinnert an die Legende. Im Haesindang Park befinden sich über 50 Penisstatuen in allen Formen und Größen: Manche besitzen Gesichter, wirken animierter und sind bunt, andere Statuen sind realistisch dem männlichen Glied nachempfunden. Nahe der Klippe stehen lebensgroße Penisstatuen, in die die chinesischen Tierzeichen geschnitzt wurden. Manche Statuen dienen als Sitzbänke oder Trommeln. Sogar eine bewegliche Kanone wurde erbaut. Diese Stücke entstanden als Teil einer Ausstellung des Penis-Kultur-Festivals in Samcheok. Am Dock steht ein Leuchtturm in der Form eines Phallus. Des Weiteren beherbergt der Park das größte Aquariumtheater des Landes, sowie ein Arboretum.